# Cathédrale de Gorizia
La cathédrale de Gorizia  (en italien : Duomo di Gorizia) ou cathédrale Saints-Hilaire-et-Tatien (Cattedrale dei Santi Ilario e Taziano) est une église catholique romaine de Gorizia, en Italie. Il s'agit de la cathédrale de l'archidiocèse de Gorizia. C'est en cette église que se déroulèrent les obsèques du comte de Chambord en 1883.

## Architecture

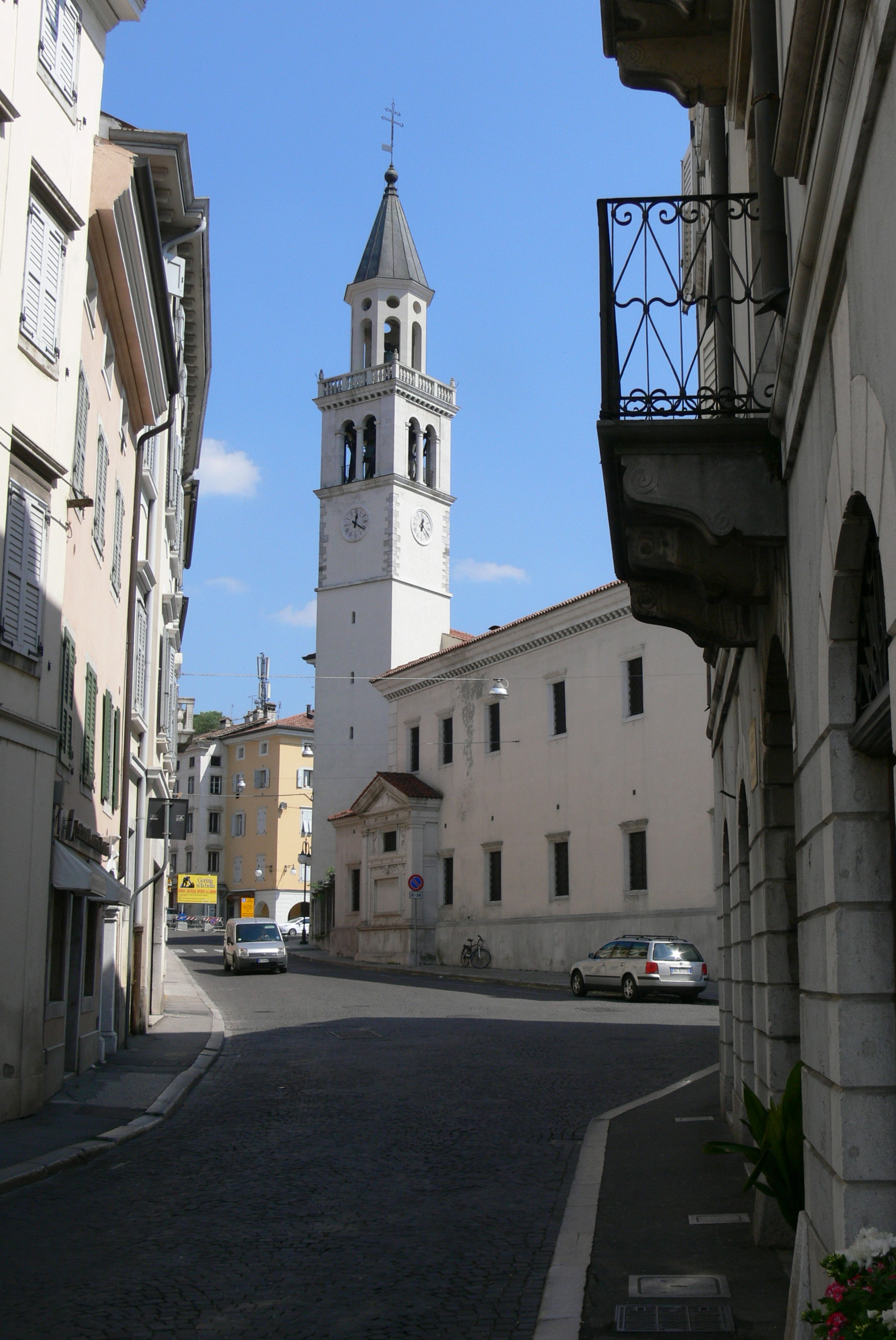
Le campanile.
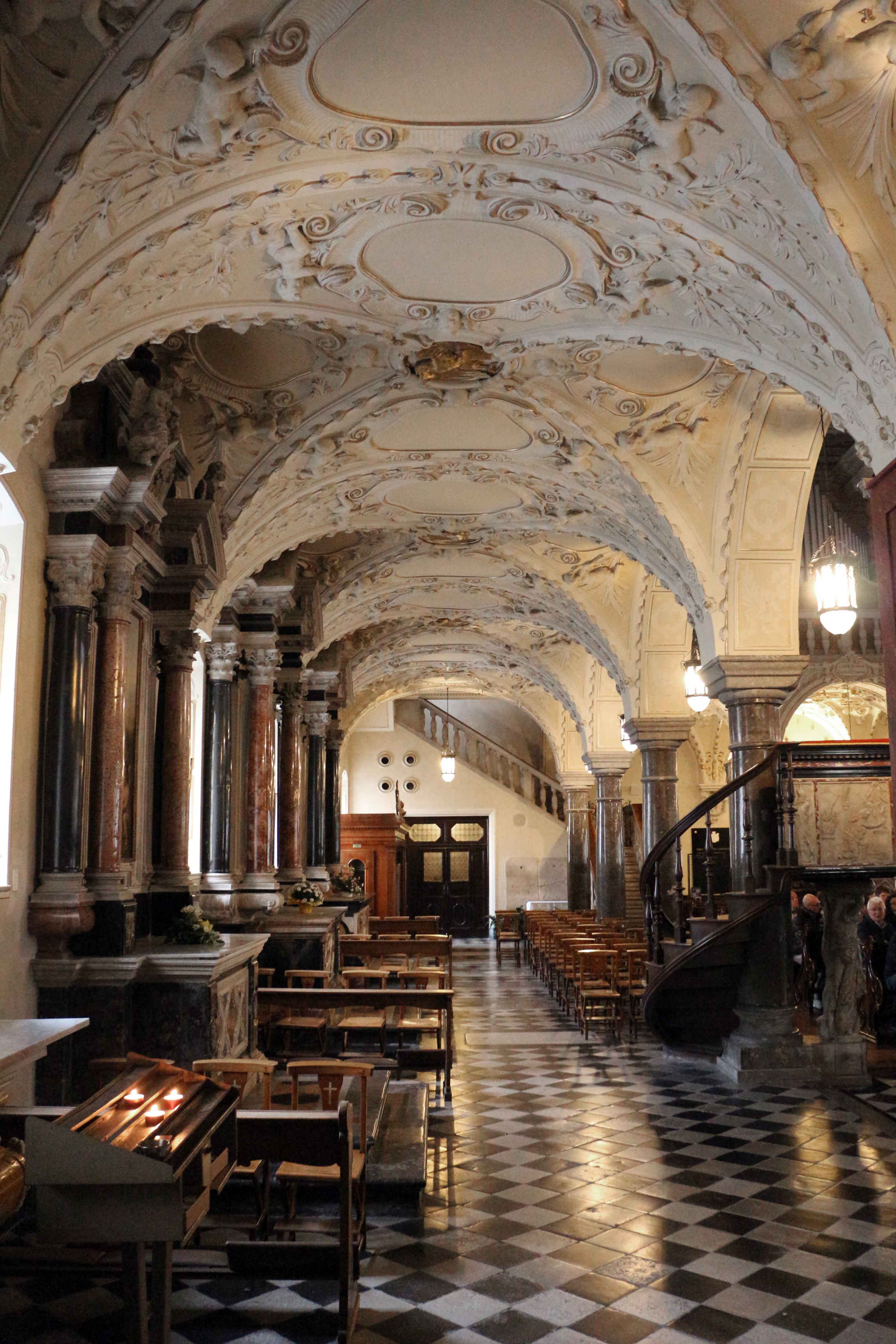
L'intérieur, nef latérale.
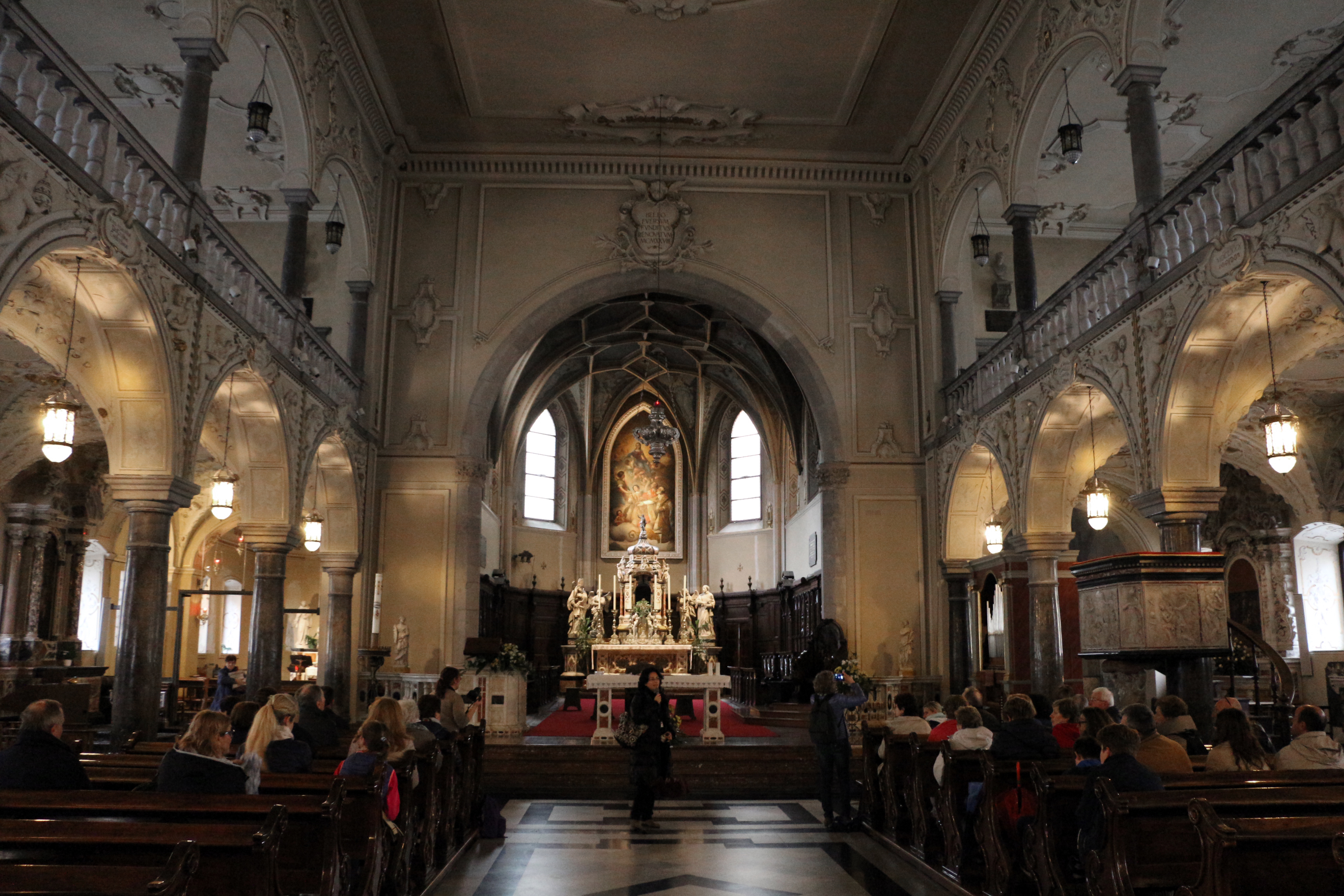
Nef centrale et chœur.